# Bunyu
Bunyu è un'isola Indonesiana situata nella Reggenza di Bulungan nella provincia di Kalimantan Orientale, e si trova nell'est del Mare di Celebes, fuori dalla costa nordest del Borneo, giacente appena fuori del punto nord del delta del Sesayap, lasciando il punto sud del delta all'isola di Tarakan, l'isola settentrionale di Mandul.
Bunyu è di importanza economica come produttrice di petrolio e carbone. La Centrale Termica di Mundra a Gujarat, in India, usa il carbone importato da una miniera dell'isola di Bunyu, sotto un contratto di 15 anni di rifornimento firmato con l'Adani Enterprises/Adani Power.